# SN 2005X
SN 2005X – supernowa typu Ia odkryta 24 stycznia 2005 roku w galaktyce A122400+0746. W momencie odkrycia miała maksymalną jasność 17,50m.